# Saison 2023-2024 des 76ers de Philadelphie
La saison 2023-2024 des 76ers de Philadelphie est la 85e saison de la franchise en National Basketball Association (NBA).
Le 17 avril, les 76ers se qualifient pour les playoffs après leur victoire lors du Play-in face au Heat de Miami (105-104).
Le 2 mai, ils sont éliminés par les Knicks de New York au premier tour des playoffs (2-4).

## Draft
- Aucun choix de draft cette saison.

## Matchs

### Summer League
| Summer League Total: 3-5 |

| Match | Date match | Équipe        | Score    | Meilleur marqueur     | Meilleur rebondeur | Meilleur passeur      | Lieux Spectateurs  | Série |
| ----- | ---------- | ------------- | -------- | --------------------- | ------------------ | --------------------- | ------------------ | ----- |
| 1     | 3 juillet  | Memphis       | D 92-94  | Terquavion Smith (18) | Louis King (8)     | Louis King (5)        | Delta Center 0     | 0 - 1 |
| 2     | 5 juillet  | Utah          | V 104-94 | Javonte Smart (19)    | Filip Petrušev (8) | Council IV, Smith (5) | Delta Center 8 074 | 1 - 1 |
| 3     | 6 juillet  | Oklahoma City | D 91-100 | Jaden Springer (17)   | Filip Petrušev (8) | Javonte Smart (4)     | Delta Center 0     | 1 - 2 |

| Match | Date match | Équipe              | Score     | Meilleur marqueur   | Meilleur rebondeur   | Meilleur passeur     | Lieux Spectateurs      | Série |
| ----- | ---------- | ------------------- | --------- | ------------------- | -------------------- | -------------------- | ---------------------- | ----- |
| 1     | 8 juillet  | New York            | V 110-101 | Jaden Springer (23) | Ricky Council IV (8) | Smart, Smith (5)     | Cox Pavilion 0         | 1 - 0 |
| 2     | 10 juillet | Dallas              | D 103-111 | DJ Steward (24)     | Brown III, Smith (6) | Smart, Smith (6)     | Cox Pavilion 0         | 1 - 1 |
| 3     | 13 juillet | Atlanta             | D 98-99   | Jaden Springer (29) | Greg Brown III (7)   | Javonte Smart (6)    | Cox Pavilion 0         | 1 - 2 |
| 4     | 14 juillet | L.A. Clippers       | D 91-102  | Jaden Springer (15) | Greg Brown III (8)   | Terquavion Smith (5) | Thomas & Mack Center 0 | 1 - 3 |
| 5     | 16 juillet | La Nouvelle-Orléans | V 117-114 | DJ Steward (36)     | Greg Brown III (9)   | Javonte Smart (9)    | Cox Pavilion 0         | 2 - 3 |

### Pré-saison
| Pré-saison Total: 2-2 (Domicile : 1-1; Extérieur : 1-1) |

| Match | Date match | Équipe     | Score     | Meilleur marqueur      | Meilleur rebondeur | Meilleur passeur       | Lieux Spectateurs         | Série |
| ----- | ---------- | ---------- | --------- | ---------------------- | ------------------ | ---------------------- | ------------------------- | ----- |
| 1     | 8 octobre  | @ Boston   | D 106-114 | Tyrese Maxey (24)      | Tobias Harris (7)  | Tyrese Maxey (4)       | TD Garden 19 156          | 0 - 1 |
| 2     | 11 octobre | Boston     | D 101-112 | Kelly Oubre (18)       | Paul Reed (7)      | Paul Reed (5)          | Wells Fargo Center 20 497 | 0 - 2 |
| 3     | 16 octobre | @ Brooklyn | V 127-119 | Kelly Oubre (21)       | Tobias Harris (9)  | De'Anthony Melton (10) | Barclays Center 14 966    | 1 - 2 |
| 4     | 20 octobre | Atlanta    | V 120-106 | De'Anthony Melton (29) | Paul Reed (8)      | Tyrese Maxey (12)      | Wells Fargo Center 20 728 | 2 - 2 |

### Saison régulière
| Saison régulière Total: 47-35 (Domicile : 25-16; Extérieur : 22-19) |

| Match | Date match | Équipe      | Score     | Meilleur marqueur  | Meilleur rebondeur | Meilleur passeur      | Lieux Spectateurs         | Série |
| ----- | ---------- | ----------- | --------- | ------------------ | ------------------ | --------------------- | ------------------------- | ----- |
| 1     | 26 octobre | @ Milwaukee | D 117-118 | Tyrese Maxey (31)  | Trois joueurs (7)  | Tyrese Maxey (8)      | Fiserv Forum 17 783       | 0 - 1 |
| 2     | 28 octobre | @ Toronto   | V 114-107 | Embiid, Maxey (34) | Joel Embiid (9)    | Joel Embiid (8)       | Scotiabank Arena 19 800   | 1 - 1 |
| 3     | 29 octobre | Portland    | V 126-98  | Joel Embiid (35)   | Joel Embiid (15)   | De'Anthony Melton (8) | Wells Fargo Center 19 768 | 2 - 1 |

| Match                                                                      | Date match  | Équipe                | Score          | Meilleur marqueur  | Meilleur rebondeur   | Meilleur passeur     | Lieux Spectateurs           | Série  |
| -------------------------------------------------------------------------- | ----------- | --------------------- | -------------- | ------------------ | -------------------- | -------------------- | --------------------------- | ------ |
| 4                                                                          | 2 novembre  | Toronto               | V 114-99       | Joel Embiid (28)   | Joel Embiid (13)     | Joel Embiid (7)      | Wells Fargo Center 19 773   | 3 - 1  |
| 5                                                                          | 4 novembre  | Phoenix               | V 112-100      | Joel Embiid (26)   | Joel Embiid (11)     | Tyrese Maxey (10)    | Wells Fargo Center 19 796   | 4 - 1  |
| 6                                                                          | 6 novembre  | Washington            | V 146-128      | Joel Embiid (48)   | Joel Embiid (11)     | Tyrese Maxey (11)    | Wells Fargo Center 19 765   | 5 - 1  |
| 7                                                                          | 8 novembre  | Boston                | V 106-103      | Joel Embiid (27)   | Joel Embiid (10)     | Tyrese Maxey (5)     | Wells Fargo Center 19 953   | 6 - 1  |
| 8                                                                          | 10 novembre | @ Détroit*            | V 114-106      | Joel Embiid (33)   | Joel Embiid (16)     | Tyrese Maxey (11)    | Little Caesars Arena 18 902 | 7 - 1  |
| 9                                                                          | 12 novembre | Indiana               | V 137-126      | Tyrese Maxey (50)  | Joel Embiid (13)     | Joel Embiid (7)      | Wells Fargo Center 19 758   | 8 - 1  |
| 10                                                                         | 14 novembre | Indiana*              | D 126-132      | Joel Embiid (39)   | Joel Embiid (12)     | Joel Embiid (6)      | Wells Fargo Center 19 774   | 8 - 2  |
| 11                                                                         | 15 novembre | Boston                | D 107-117      | Embiid, Maxey (20) | Joel Embiid (9)      | Joel Embiid (7)      | Wells Fargo Center 19 773   | 8 - 3  |
| 12                                                                         | 17 novembre | @ Atlanta*            | V 126-116      | Joel Embiid (32)   | Tobias Harris (10)   | Embiid, Maxey (8)    | State Farm Arena 17 067     | 9 - 3  |
| 13                                                                         | 19 novembre | @ Brooklyn            | V 121-99       | Joel Embiid (32)   | Joel Embiid (12)     | Tyrese Maxey (10)    | Barclays Center 17 934      | 10 - 3 |
| 14                                                                         | 21 novembre | Cleveland*            | D 119-122 (OT) | Joel Embiid (32)   | Joel Embiid (13)     | Tyrese Maxey (6)     | Wells Fargo Center 20 565   | 10 - 4 |
| 15                                                                         | 22 novembre | @ Minnesota           | D 99-112       | Trois joueurs (16) | Paul Reed (9)        | Tyrese Maxey (8)     | Target Center 18 024        | 10 - 5 |
| 16                                                                         | 25 novembre | @ Oklahoma City       | V 127-123      | Joel Embiid (35)   | Joel Embiid (11)     | Joel Embiid (9)      | Paycom Center 17 125        | 11 - 5 |
| 17                                                                         | 27 novembre | L.A. Lakers           | V 138-94       | Tyrese Maxey (31)  | Joel Embiid (11)     | Joel Embiid (11)     | Wells Fargo Center 19 907   | 12 - 5 |
| 18                                                                         | 29 novembre | @ La Nouvelle-Orléans | D 114-124      | Tyrese Maxey (33)  | Robert Covington (7) | Patrick Beverley (7) | Smoothie King Center 16 009 | 12 - 6 |
| *Matchs comptant pour la phase de groupe du NBA In-Season Tournament 2023. |             |                       |                |                    |                      |                      |                             |        |

| Match | Date match   | Équipe       | Score     | Meilleur marqueur     | Meilleur rebondeur   | Meilleur passeur     | Lieux Spectateurs           | Série   |
| ----- | ------------ | ------------ | --------- | --------------------- | -------------------- | -------------------- | --------------------------- | ------- |
| 19    | 1er décembre | @ Boston     | D 119-125 | Patrick Beverley (26) | Patrick Beverley (8) | Patrick Beverley (7) | TD Garden 19 156            | 12 - 7  |
| 20    | 6 décembre   | @ Washington | V 131-126 | Joel Embiid (50)      | Joel Embiid (13)     | Embiid, Maxey (7)    | Capital One Arena 15 568    | 13 - 7  |
| 21    | 8 décembre   | Atlanta      | V 125-114 | Joel Embiid (38)      | Joel Embiid (14)     | Tyrese Maxey (7)     | Wells Fargo Center 19 746   | 14 - 7  |
| 22    | 11 décembre  | Washington   | V 146-101 | Joel Embiid (34)      | Joel Embiid (11)     | Trois joueurs (6)    | Wells Fargo Center 19 762   | 15 - 7  |
| 23    | 13 décembre  | @ Détroit    | V 129-111 | Joel Embiid (41)      | Joel Embiid (11)     | Tyrese Maxey (9)     | Little Caesars Arena 16 749 | 16 - 7  |
| 24    | 15 décembre  | Détroit      | V 124-92  | Joel Embiid (35)      | Joel Embiid (13)     | Batum, Maxey (4)     | Wells Fargo Center 19 761   | 17 - 7  |
| 25    | 16 décembre  | @ Charlotte  | V 135-82  | Joel Embiid (42)      | Joel Embiid (15)     | Tyrese Maxey (7)     | Spectrum Center 17 829      | 18 - 7  |
| 26    | 18 décembre  | Chicago      | D 104-108 | Joel Embiid (40)      | Joel Embiid (14)     | Tyrese Maxey (8)     | Wells Fargo Center 19 773   | 18 - 8  |
| 27    | 20 décembre  | Minnesota    | V 127-113 | Joel Embiid (51)      | Joel Embiid (12)     | Tyrese Maxey (5)     | Wells Fargo Center 20 365   | 19 - 8  |
| 28    | 22 décembre  | Toronto      | V 121-111 | Harris, Maxey (33)    | Joel Embiid (10)     | Tyrese Maxey (10)    | Wells Fargo Center 20 230   | 20 - 8  |
| 29    | 25 décembre  | @ Miami      | D 113-119 | Tobias Harris (27)    | Trois joueurs (7)    | Tobias Harris (6)    | Kaseya Center 20 162        | 20 - 9  |
| 30    | 27 décembre  | @ Orlando    | V 112-92  | Tyrese Maxey (23)     | Paul Reed (10)       | Paul Reed (3)        | Kia Center 19 179           | 21 - 9  |
| 31    | 29 décembre  | @ Houston    | V 131-127 | Tyrese Maxey (42)     | Marcus Morris (5)    | Tobias Harris (7)    | Toyota Center 18 055        | 22 - 9  |
| 32    | 30 décembre  | @ Chicago    | D 92-105  | Tyrese Maxey (20)     | Harris, Reed (7)     | Tyrese Maxey (7)     | United Center 21 648        | 22 - 10 |

| Match | Date match | Équipe         | Score          | Meilleur marqueur  | Meilleur rebondeur   | Meilleur passeur      | Lieux Spectateurs            | Série   |
| ----- | ---------- | -------------- | -------------- | ------------------ | -------------------- | --------------------- | ---------------------------- | ------- |
| 33    | 2 janvier  | Chicago        | V 110-97       | Joel Embiid (31)   | Joel Embiid (15)     | Joel Embiid (10)      | Wells Fargo Center 19 772    | 23 - 10 |
| 34    | 5 janvier  | New York       | D 92-128       | Joel Embiid (30)   | Joel Embiid (10)     | Tyrese Maxey (9)      | Wells Fargo Center 20 461    | 23 - 11 |
| 35    | 6 janvier  | Utah           | D 109-120      | Tyrese Maxey (25)  | Morris, Reed (6)     | Tyrese Maxey (9)      | Wells Fargo Center 20 278    | 23 - 12 |
| 36    | 10 janvier | @ Atlanta      | D 132-139 (OT) | Tyrese Maxey (35)  | Tobias Harris (10)   | Tyrese Maxey (9)      | State Farm Arena 16 089      | 23 - 13 |
| 37    | 12 janvier | Sacramento     | V 112-93       | Tobias Harris (37) | Patrick Beverley (9) | Patrick Beverley (7)  | Wells Fargo Center 19 766    | 24 - 13 |
| 38    | 15 janvier | Houston        | V 124-115      | Joel Embiid (41)   | Joel Embiid (10)     | Tobias Harris (7)     | Wells Fargo Center 20 822    | 25 - 13 |
| 39    | 16 janvier | Denver         | V 126-121      | Joel Embiid (41)   | Joel Embiid (7)      | Joel Embiid (10)      | Wells Fargo Center 19 775    | 26 - 13 |
| 40    | 19 janvier | @ Orlando      | V 124-109      | Joel Embiid (36)   | Marcus Morris (9)    | Batum, Maxey (5)      | Kia Center 19 063            | 27 - 13 |
| 41    | 20 janvier | @ Charlotte    | V 97-89        | Joel Embiid (33)   | Joel Embiid (10)     | Tyrese Maxey (8)      | Spectrum Center 18 261       | 28 - 13 |
| 42    | 22 janvier | San Antonio    | V 133-123      | Joel Embiid (70)   | Joel Embiid (18)     | Tyrese Maxey (8)      | Wells Fargo Center 20 511    | 29 - 13 |
| 43    | 25 janvier | @ Indiana      | D 122-134      | Joel Embiid (31)   | Joel Embiid (7)      | Beverley, Smith (5)   | Gainbridge Fieldhouse 15 699 | 29 - 14 |
| 44    | 27 janvier | @ Denver       | D 105-111      | Paul Reed (30)     | Paul Reed (13)       | Patrick Beverley (11) | Ball Arena 19 805            | 29 - 15 |
| 45    | 29 janvier | @ Portland     | D 104-130      | Kelly Oubre (25)   | Oubre, Reed (6)      | Patrick Beverley (5)  | Moda Center 17 128           | 29 - 16 |
| 46    | 30 janvier | @ Golden State | D 107-119      | Tobias Harris (26) | Tobias Harris (10)   | Furkan Korkmaz (3)    | Chase Center 18 064          | 29 - 17 |

| Match                  | Date match  | Équipe       | Score     | Meilleur marqueur     | Meilleur rebondeur    | Meilleur passeur     | Lieux Spectateurs                 | Série   |
| ---------------------- | ----------- | ------------ | --------- | --------------------- | --------------------- | -------------------- | --------------------------------- | ------- |
| 47                     | 1er février | @ Utah       | V 127-124 | Tyrese Maxey (51)     | Paul Reed (10)        | Tobias Harris (7)    | Delta Center 18 206               | 30 - 17 |
| 48                     | 3 février   | Brooklyn     | D 121-136 | Tyrese Maxey (23)     | Mohamed Bamba (6)     | Patrick Beverley (9) | Wells Fargo Center 20 673         | 30 - 18 |
| 49                     | 5 février   | Dallas       | D 102-118 | Kelly Oubre (19)      | Mohamed Bamba (10)    | Tyrese Maxey (7)     | Wells Fargo Center 19 764         | 30 - 19 |
| 50                     | 7 février   | Golden State | D 104-127 | Ricky Council IV (17) | Paul Reed (8)         | Patrick Beverley (5) | Wells Fargo Center 19 780         | 30 - 20 |
| 51                     | 9 février   | Atlanta      | D 121-127 | Kelly Oubre (28)      | Paul Reed (13)        | Tobias Harris (7)    | Wells Fargo Center 19 758         | 30 - 21 |
| 52                     | 10 février  | @ Washington | V 119-113 | Tyrese Maxey (28)     | Ricky Council IV (10) | Tyrese Maxey (7)     | Capital One Arena 20 333          | 31 - 21 |
| 53                     | 12 février  | @ Cleveland  | V 123-121 | Hield, Oubre (24)     | Trois joueurs (8)     | Tyrese Maxey (9)     | Wells Fargo Center 19 432         | 32 - 21 |
| 54                     | 14 février  | Miami        | D 104-109 | Tyrese Maxey (30)     | Paul Reed (12)        | Buddy Hield (10)     | Rocket Mortgage FieldHouse 20 015 | 32 - 22 |
| NBA All-Star Game 2024 |             |              |           |                       |                       |                      |                                   |         |
| 55                     | 22 février  | New York     | D 96-110  | Tyrese Maxey (35)     | Kenyon Martin Jr. (7) | Buddy Hield (6)      | Wells Fargo Center 21 094         | 32 - 23 |
| 56                     | 23 février  | Cleveland    | V 104-97  | Tyrese Maxey (24)     | Paul Reed (12)        | Tyrese Maxey (5)     | Wells Fargo Center 19 938         | 33 - 23 |
| 57                     | 25 février  | Milwaukee    | D 98-119  | Tyrese Maxey (24)     | Kelly Oubre (9)       | Tyrese Maxey (7)     | Wells Fargo Center 19 831         | 33 - 24 |
| 58                     | 27 février  | @ Boston     | D 99-117  | Tyrese Maxey (32)     | Mohamed Bamba (6)     | Tyrese Maxey (5)     | TD Garden 19 156                  | 33 - 25 |

| Match | Date match | Équipe              | Score     | Meilleur marqueur  | Meilleur rebondeur     | Meilleur passeur  | Lieux Spectateurs                 | Série   |
| ----- | ---------- | ------------------- | --------- | ------------------ | ---------------------- | ----------------- | --------------------------------- | ------- |
| 59    | 1er mars   | Charlotte           | V 121-114 | Tyrese Maxey (33)  | Tobias Harris (12)     | Kyle Lowry (10)   | Wells Fargo Center 19 788         | 34 - 25 |
| 60    | 3 mars     | @ Dallas            | V 120-116 | Tobias Harris (28) | Nicolas Batum (11)     | Kyle Lowry (7)    | American Airlines Center 20 277   | 35 - 25 |
| 61    | 5 mars     | @ Brooklyn          | D 107-112 | Kelly Oubre (30)   | Tobias Harris (9)      | Kyle Lowry (5)    | Barclays Center 17 086            | 35 - 26 |
| 62    | 6 mars     | Memphis             | D 109-115 | Kelly Oubre (25)   | Paul Reed (11)         | Jeff Dowtin (6)   | Wells Fargo Center 19 757         | 35 - 27 |
| 63    | 8 mars     | La Nouvelle-Orléans | D 95-103  | Tobias Harris (21) | Paul Reed (11)         | Kyle Lowry (7)    | Wells Fargo Center 19 777         | 35 - 28 |
| 64    | 10 mars    | @ New York          | V 79-73   | Kelly Oubre (18)   | Tobias Harris (12)     | Cameron Payne (5) | Madison Square Garden 19 812      | 36 - 28 |
| 65    | 12 mars    | @ New York          | D 79-106  | Kelly Oubre (19)   | Paul Reed (8)          | Kyle Lowry (6)    | Madison Square Garden 19 812      | 36 - 29 |
| 66    | 14 mars    | @ Milwaukee         | D 105-114 | Tyrese Maxey (30)  | Paul Reed (7)          | Tyrese Maxey (4)  | Fiserv Forum 17 635               | 36 - 30 |
| 67    | 16 mars    | Charlotte           | V 109-98  | Tyrese Maxey (30)  | Trois joueurs (8)      | Kyle Lowry (7)    | Wells Fargo Center 19 957         | 37 - 30 |
| 68    | 18 mars    | Miami               | V 98-91   | Tyrese Maxey (30)  | Kelly Oubre (11)       | Tyrese Maxey (10) | Wells Fargo Center 19 782         | 38 - 30 |
| 69    | 20 mars    | @ Phoenix           | D 102-115 | Kelly Oubre (18)   | Kenyon Martin Jr. (13) | Lowry, Maxey (7)  | Footprint Center 17 071           | 38 - 31 |
| 70    | 22 mars    | @ L.A. Lakers       | D 94-101  | Tyrese Maxey (27)  | Tobias Harris (13)     | Tobias Harris (4) | Crypto.com Arena 18 997           | 38 - 32 |
| 71    | 24 mars    | @ L.A. Clippers     | V 121-107 | Harris, Maxey (24) | Paul Reed (8)          | Maxey, Oubre (6)  | Crypto.com Arena 19 370           | 39 - 32 |
| 72    | 25 mars    | @ Sacramento        | D 96-108  | Tyrese Maxey (29)  | Harris, Reed (8)       | Cameron Payne (6) | Golden 1 Center 17 832            | 39 - 33 |
| 73    | 27 mars    | L.A. Clippers       | D 107-108 | Tyrese Maxey (26)  | Bamba, Oubre (11)      | Tyrese Maxey (8)  | Wells Fargo Center 21 022         | 39 - 34 |
| 74    | 29 mars    | @ Cleveland         | D 114-117 | Kyle Lowry (23)    | Nicolas Batum (8)      | Tyrese Maxey (11) | Rocket Mortgage FieldHouse 19 432 | 39 - 35 |
| 75    | 31 mars    | @ Toronto           | V 135-120 | Kelly Oubre (32)   | Tobias Harris (9)      | Kyle Lowry (10)   | Scotiabank Arena 19 114           | 40 - 35 |

| Match | Date match | Équipe        | Score           | Meilleur marqueur | Meilleur rebondeur | Meilleur passeur  | Lieux Spectateurs         | Série   |
| ----- | ---------- | ------------- | --------------- | ----------------- | ------------------ | ----------------- | ------------------------- | ------- |
| 76    | 2 avril    | Oklahoma City | V 109-105       | Kelly Oubre (25)  | Cameron Payne (10) | Joel Embiid (7)   | Wells Fargo Center 20 733 | 41 - 35 |
| 77    | 4 avril    | @ Miami       | V 109-105       | Tyrese Maxey (37) | Tyrese Maxey (9)   | Tyrese Maxey (11) | Kaseya Center 19 719      | 42 - 35 |
| 78    | 5 avril    | @ Memphis     | V 116-96        | Joel Embiid (30)  | Joel Embiid (12)   | Trois joueurs (5) | FedExForum 17 794         | 43 - 35 |
| 79    | 7 avril    | @ San Antonio | V 133-126 (2OT) | Tyrese Maxey (52) | Paul Reed (10)     | Tyrese Maxey (7)  | Frost Bank Center 18 718  | 44 - 35 |
| 80    | 9 avril    | Détroit       | V 120-102       | Joel Embiid (37)  | Tobias Harris (12) | Joel Embiid (8)   | Wells Fargo Center 19 796 | 45 - 35 |
| 81    | 12 avril   | Orlando       | V 125-113       | Joel Embiid (32)  | Joel Embiid (13)   | Joel Embiid (7)   | Wells Fargo Center 20 149 | 46 - 35 |
| 82    | 14 avril   | Brooklyn      | V 107-86        | Tyrese Maxey (26) | Paul Reed (12)     | Kyle Lowry (8)    | Wells Fargo Center 20 246 | 47 - 35 |

### Play-in tournament
| Play-in Total: 1-0 (Domicile : 1-0; Extérieur : 0-0) |

| Match | Date match | Équipe | Score     | Meilleur marqueur | Meilleur rebondeur | Meilleur passeur | Lieux Spectateurs         | Série |
| ----- | ---------- | ------ | --------- | ----------------- | ------------------ | ---------------- | ------------------------- | ----- |
| 1     | 17 avril   | Miami  | V 105-104 | Joel Embiid (23)  | Joel Embiid (15)   | Hield, Maxey (6) | Wells Fargo Center 19 788 | 1 - 0 |

### Playoffs
| Playoffs Total: 2-4 (Domicile : 1-2; Extérieur : 1-2) |

| Match | Date match | Équipe     | Score          | Meilleur marqueur | Meilleur rebondeur | Meilleur passeur  | Lieux Spectateurs            | Série |
| ----- | ---------- | ---------- | -------------- | ----------------- | ------------------ | ----------------- | ---------------------------- | ----- |
| 1     | 20 avril   | @ New York | D 104-111      | Tyrese Maxey (33) | Tobias Harris (9)  | Joel Embiid (6)   | Madison Square Garden 19 812 | 0 - 1 |
| 2     | 22 avril   | @ New York | D 101-104      | Tyrese Maxey (35) | Joel Embiid (10)   | Tyrese Maxey (10) | Madison Square Garden 19 812 | 0 - 2 |
| 3     | 25 avril   | New York   | V 125-114      | Joel Embiid (50)  | Joel Embiid (8)    | Tyrese Maxey (7)  | Wells Fargo Center 21 116    | 1 - 2 |
| 4     | 28 avril   | New York   | D 92-97        | Joel Embiid (27)  | Joel Embiid (10)   | Kyle Lowry (7)    | Wells Fargo Center 21 048    | 1 - 3 |
| 5     | 30 avril   | @ New York | V 112-106 (OT) | Tyrese Maxey (46) | Joel Embiid (16)   | Joel Embiid (10)  | Madison Square Garden 19 812 | 2 - 3 |
| 6     | 2 mai      | New York   | D 115-118      | Joel Embiid (39)  | Joel Embiid (13)   | Tyrese Maxey (5)  | Wells Fargo Center 21 093    | 2 - 4 |

### Confrontations en saison régulière
| Conférence Est      | Conférence Est                              | Conférence Est                              | Conférence Est                              | Conférence Est                              | Conférence Ouest                            | Conférence Ouest                            | Conférence Ouest                            |
| Division Atlantique | Division Atlantique                         | Division Atlantique                         | Division Atlantique                         | Division Atlantique                         | Division Nord-Ouest                         | Division Nord-Ouest                         | Division Nord-Ouest                         |
| Équipe              | Domicile                                    | Domicile                                    | Extérieur                                   | Extérieur                                   | Équipe                                      | Domicile                                    | Extérieur                                   |
| ------------------- | ------------------------------------------- | ------------------------------------------- | ------------------------------------------- | ------------------------------------------- | ------------------------------------------- | ------------------------------------------- | ------------------------------------------- |
| Boston              | 106-103                                     | 107-117                                     | 119-125                                     | 99-117                                      | Denver                                      | 126-121                                     | 105-111                                     |
| Brooklyn            | 121-136                                     | 107-86                                      | 121-99                                      | 107-112                                     | Minnesota                                   | 127-113                                     | 99-112                                      |
| New York            | 92-128                                      | 96-110                                      | 79-73                                       | 79-106                                      | Oklahoma City                               | 109-105                                     | 127-123                                     |
|                     |                                             |                                             |                                             |                                             | Portland                                    | 126-98                                      | 104-130                                     |
| Toronto             | 114-99                                      | 121-111                                     | 114-107                                     | 135-120                                     | Utah                                        | 109-120                                     | 127-124                                     |
| Division            | 8–8 (Domicile : 4-4; Extérieur : 4-4)       | 8–8 (Domicile : 4-4; Extérieur : 4-4)       | 8–8 (Domicile : 4-4; Extérieur : 4-4)       | 8–8 (Domicile : 4-4; Extérieur : 4-4)       | Division                                    | 6–4 (Domicile : 4-1; Extérieur : 2-3)       | 6–4 (Domicile : 4-1; Extérieur : 2-3)       |
| Division Centrale   | Division Centrale                           | Division Centrale                           | Division Centrale                           | Division Centrale                           | Division Pacifique                          | Division Pacifique                          | Division Pacifique                          |
| Équipe              | Domicile                                    | Domicile                                    | Extérieur                                   | Extérieur                                   | Équipe                                      | Domicile                                    | Extérieur                                   |
| Chicago             | 104-108                                     | 110-97                                      | 92-105                                      |                                             | Golden State                                | 104-127                                     | 107-119                                     |
| Cleveland           | 119-122 (OT)                                | 104-97                                      | 123-121                                     | 114-117                                     | L.A. Clippers                               | 107-108                                     | 121-107                                     |
| Détroit             | 124-92                                      | 120-102                                     | 114-106                                     | 129-111                                     | L.A. Lakers                                 | 138-94                                      | 94-101                                      |
| Indiana             | 137-126                                     | 126-132                                     | 122-134                                     |                                             | Phoenix                                     | 112-100                                     | 102-115                                     |
| Milwaukee           | 98-119                                      |                                             | 117-118                                     | 105-114                                     | Sacramento                                  | 112-93                                      | 96-108                                      |
| Division            | 8–9 (Domicile : 5-4; Extérieur : 3-5)       | 8–9 (Domicile : 5-4; Extérieur : 3-5)       | 8–9 (Domicile : 5-4; Extérieur : 3-5)       | 8–9 (Domicile : 5-4; Extérieur : 3-5)       | Division                                    | 4–6 (Domicile : 3-2; Extérieur : 1-4)       | 4–6 (Domicile : 3-2; Extérieur : 1-4)       |
| Division Sud-Est    | Division Sud-Est                            | Division Sud-Est                            | Division Sud-Est                            | Division Sud-Est                            | Division Sud-Ouest                          | Division Sud-Ouest                          | Division Sud-Ouest                          |
| Équipe              | Domicile                                    | Domicile                                    | Extérieur                                   | Extérieur                                   | Équipe                                      | Domicile                                    | Extérieur                                   |
| Atlanta             | 124-114                                     | 121-127                                     | 126-116                                     | 132-139 (OT)                                | Dallas                                      | 102-118                                     | 120-116                                     |
| Charlotte           | 121-114                                     | 109-98                                      | 135-82                                      | 97-89                                       | Houston                                     | 124-115                                     | 131-127                                     |
| Miami               | 104-109                                     | 98-91                                       | 113-119                                     | 109-105                                     | Memphis                                     | 109-115                                     | 116-96                                      |
| Orlando             | 125-113                                     |                                             | 112-92                                      | 124-109                                     | New Orleans                                 | 95-103                                      | 114-124                                     |
| Washington          | 146-128                                     | 146-101                                     | 131-126                                     | 119-113                                     | San Antonio                                 | 133-123                                     | 133-126 (2OT)                               |
| Division            | 15–4 (Domicile : 7-2; Extérieur : 8-2)      | 15–4 (Domicile : 7-2; Extérieur : 8-2)      | 15–4 (Domicile : 7-2; Extérieur : 8-2)      | 15–4 (Domicile : 7-2; Extérieur : 8-2)      | Division                                    | 6–4 (Domicile : 2-3; Extérieur : 4-1)       | 6–4 (Domicile : 2-3; Extérieur : 4-1)       |
| Conférence          | 31–21 (Domicile : 16–10; Extérieur : 15–11) | 31–21 (Domicile : 16–10; Extérieur : 15–11) | 31–21 (Domicile : 16–10; Extérieur : 15–11) | 31–21 (Domicile : 16–10; Extérieur : 15–11) | Conférence                                  | 16–14 (Domicile : 9–6; Extérieur : 7–8)     | 16–14 (Domicile : 9–6; Extérieur : 7–8)     |
| Total               | 47–35 (Domicile : 25–16; Extérieur : 22–19) | 47–35 (Domicile : 25–16; Extérieur : 22–19) | 47–35 (Domicile : 25–16; Extérieur : 22–19) | 47–35 (Domicile : 25–16; Extérieur : 22–19) | 47–35 (Domicile : 25–16; Extérieur : 22–19) | 47–35 (Domicile : 25–16; Extérieur : 22–19) | 47–35 (Domicile : 25–16; Extérieur : 22–19) |

## Classements

### Saison régulière
| Conférence Est | Conférence Est             | Conférence Est | Conférence Est | Conférence Est | Conférence Est | Conférence Est | Conférence Est |
| No             | Franchise                  | Vic.           | Déf.           | MJ             | V/D            | GB             |                |
| -------------- | -------------------------- | -------------- | -------------- | -------------- | -------------- | -------------- | -------------- |
| 1              | z - Celtics de Boston      | 64             | 18             | 82             | .780           | –              |                |
| 2              | x - Knicks de New York     | 50             | 32             | 82             | .610           | 14             |                |
| 3              | y - Bucks de Milwaukee     | 49             | 33             | 82             | .598           | 15             |                |
| 4              | x - Cavaliers de Cleveland | 48             | 34             | 82             | .585           | 16             |                |
| 5              | y - Magic d'Orlando        | 47             | 35             | 82             | .573           | 17             |                |
| 6              | x - Pacers de l'Indiana    | 47             | 35             | 82             | .573           | 17             |                |
|                |                            |                |                |                |                |                |                |
| 7              | x - 76ers de Philadelphie  | 47             | 35             | 82             | .573           | 17             |                |
| 8              | x - Heat de Miami          | 46             | 36             | 82             | .561           | 18             |                |
| 9              | pi - Bulls de Chicago      | 39             | 43             | 82             | .476           | 25             |                |
| 10             | pi - Hawks d'Atlanta       | 36             | 46             | 82             | .439           | 28             |                |
|                |                            |                |                |                |                |                |                |
| 11             | o - Nets de Brooklyn       | 32             | 50             | 82             | .390           | 32             |                |
| 12             | o - Raptors de Toronto     | 25             | 57             | 82             | .305           | 39             |                |
| 13             | o - Hornets de Charlotte   | 21             | 61             | 82             | .256           | 43             |                |
| 14             | o - Wizards de Washington  | 15             | 67             | 82             | .183           | 49             |                |
| 15             | o - Pistons de Détroit     | 14             | 68             | 82             | .171           | 50             |                |

| Division Atlantique       | V  | D  | MJ | V/D  | GB | Dom   | Ext   | Div  |
| ------------------------- | -- | -- | -- | ---- | -- | ----- | ----- | ---- |
| c - Celtics de Boston     | 64 | 18 | 82 | .780 | –  | 37-4  | 27-14 | 15-2 |
| x - Knicks de New York    | 50 | 32 | 82 | .610 | 14 | 27-14 | 23-18 | 12-5 |
| x - 76ers de Philadelphie | 47 | 35 | 82 | .573 | 17 | 25-16 | 22-19 | 8-8  |
| o - Nets de Brooklyn      | 32 | 50 | 82 | .390 | 32 | 20-21 | 12-29 | 5-11 |
| o - Raptors de Toronto    | 25 | 57 | 82 | .305 | 39 | 14-27 | 11-30 | 1-15 |

### NBA In-Season Tournament
| Rang | Équipe                 | Pts | J | G | P | Pp  | Pc  | Diff |
| ---- | ---------------------- | --- | - | - | - | --- | --- | ---- |
| 1    | Pacers de l'Indiana    | 8   | 4 | 4 | 0 | 546 | 507 | 39   |
| 2    | Cavaliers de Cleveland | 7   | 4 | 3 | 1 | 474 | 445 | 29   |
| 3    | 76ers de Philadelphie  | 6   | 4 | 2 | 2 | 485 | 476 | 9    |
| 4    | Hawks d'Atlanta        | 5   | 4 | 1 | 3 | 499 | 531 | -32  |
| 5    | Pistons de Détroit     | 4   | 4 | 0 | 4 | 439 | 484 | -45  |